# Coptotettix undulatimarginus
Coptotettix undulatimarginus är en insektsart som beskrevs av Zheng, Z., M. Nie och Pengxing He 2005. Coptotettix undulatimarginus ingår i släktet Coptotettix och familjen torngräshoppor. Inga underarter finns listade i Catalogue of Life.